# Lista de episódios de Amazing Nurse Nanako
Lista de episódios do anime Amazing Nurse Nanako.

## Série
| #       | Português | Outras línguas          | Original em Japones | Data |
| ------- | --------- | ----------------------- | ------------------- | ---- |
| 01      |           | The First Spiral        |                     |      |
| Resumo: |           |                         |                     |      |
| 02      |           | Memories of You         |                     |      |
| Resumo: |           |                         |                     |      |
| 03      |           | The Psycho Patient      |                     |      |
| Resumo: |           |                         |                     |      |
| 04      |           | Fire-Crackers           |                     |      |
| Resumo: |           |                         |                     |      |
| 05      |           | The Last Spiral, Part 1 |                     |      |
| Resumo: |           |                         |                     |      |
| 06      |           | The Last Spiral, Part 2 |                     |      |
| Resumo: |           |                         |                     |      |